# Notonectoidea
Notonectoidea Latreille, 1802, è una superfamiglia di Insetti dell'Ordine dei Rincoti (Sottordine Heteroptera). Sono insetti acquatici, attivi predatori.

## Sistematica
La superfamiglia è largamente rappresentata in tutte le regioni del pianeta. Si suddivide in tre famiglie, Helotrephidae, Notonectidae,  e Pleidae. Alcuni schemi tassonomici separano Pleidae ed Helotrephidae in una superfamiglia distinta, denominata Pleoidea .
La famiglia Notonectidae comprende le comuni "notonette", conosciute per il loro modo di nuotare rovesciate sul dorso. Questo comportamento è in realtà presente in tutta la superfamiglia, comprese perciò le Pleidae e le Helotrephidae.